# Acanthocalycium thionanthum subsp. ferrarii
Acanthocalycium thionanthum subsp. ferrarii ist eine Unterart der Pflanzenart Acanthocalycium thionanthum in der Gattung Acanthocalycium aus der Familie der Kakteengewächse (Cactaceae). Das Epitheton ehrt den argentinischen Ingenieur-Agronom und Kakteensammler Omar Ferrari.

## Beschreibung
Acanthocalycium thionanthum subsp. ferrarii wächst einzeln mit kugelförmigen bis zylindrischen, grünen  Trieben und erreicht Durchmesser von bis 12 Zentimetern. Es sind bis 18 Rippen vorhanden, die um die ovalen, weißlichen Areolen angeschwollen sind. Die meist geraden Dornen sind hornfarben bis braun und pfriemlich. Die 1 bis 4 Mitteldornen sind bis 1,5 Zentimeter, die 7 bis 9 Randdornen  bis 2 Zentimeter lang.
Die gelben bis orangeroten bis karminfarbenen Blüte sind bis 5,5 Zentimetern lang und weisen Durchmesser von 5 Zentimetern auf. Die ovalen Früchte sind bis 1 Zentimeter lang und bis 0,8 Zentimeter breit.

## Systematik und Verbreitung
Acanthocalycium thionanthum subsp. ferrarii ist in der argentinischen Provinz Tucumán in Höhenlagen von 2000 bis 2300 Metern verbreitet.
Die Erstbeschreibung als Acanthocalycium ferrarii durch Walter Rausch wurde 1976 veröffentlicht. Boris O. Schlumpberger stellte 2021 die Art als Unterart zur Art Acanthocalycium thionanthum. Weitere nomenklatorische Synonyme sind Lobivia thionantha var. ferrarii (Rausch) Rausch (1987) und Echinopsis thionantha subsp. ferrarii (Rausch) M.Lowry (2002).

## Nachweise